# Christoph Beyertt
Christoph Beyertt (* 19. Juli 1922 in Potsdam; † 14. Oktober 2021 in Berlin) war ein deutscher Schauspieler.

## Leben
Beyertt absolvierte Anfang der 1940er Jahre eine Schauspielausbildung an der Potsdamer Filmakademie unter Wolfgang Liebeneiner und an der Bochumer Theaterschule unter Saladin Schmitt. Neben Engagements an Bühnen des Landestheaters Potsdam und der Volksbühne Brandenburg, spielte er auch in Senftenberg und am Deutschen Theater Berlin. Abseits seiner künstlerischen Arbeit als Darsteller war Beyertt vor allem für den Funk tätig, arbeitete am Mitteldeutschen und am Berliner Rundfunk, sowie kurzzeitig als Dozent für Schauspiel an der Hochschule für Film und Fernsehen Potsdam.
Sein Filmdebüt gab er 1954 als junger Arbeiter in Slatan Dudows Stärker als die Nacht, wurde in der Folgezeit in weiteren Film- und Fernsehproduktionen der DEFA und des Deutschen Fernsehfunks (DFF) besetzt. Er spielte in etwa 70 Produktionen, so etwa als Jaly in der deutsch-französischen Koproduktion Les Misérables (Die Elenden), bis er 1979 nach Westberlin zog und verstärkt für Rundfunk und Synchronisation arbeitete.

## Filmografie (Auswahl)
- 1954: Stärker als die Nacht
- 1957: Die Hexen von Salem (Les sorcières de Salem)
- 1958: Die Elenden (Les Misérables)
- 1958: Das Lied der Matrosen
- 1958: Emilia Galotti
- 1959: Eine alte Liebe
- 1960: Trübe Wasser
- 1961: Der Fremde
- 1961: Der Fall Gleiwitz
- 1961: Gewissen in Aufruhr (TV)
- 1965: Die besten Jahre
- 1968: Der Mord, der nie verjährt
- 1969: Zeit zu leben
- 1970: Jeder stirbt für sich allein (Fernsehfilm, 3 Teile)
- 1971: Der Staatsanwalt hat das Wort: Der Fall Valentin Erbsand (TV-Reihe)
- 1971: KLK an PTX – Die Rote Kapelle
- 1972: Trotz alledem!
- 1972: Leichensache Zernik
- 1972: Der Staatsanwalt hat das Wort: Alleingang (TV-Reihe)
- 1972: Der Dritte
- 1973: Rotfuchs (Fernsehfilm)
- 1973: Die Brüder Lautensack (Fernsehfilm)
- 1973: Eva und Adam oder Drum prüfe! (Fernsehfilm, 4. Teil)
- 1973: Zement (Zweiteiliger Fernsehfilm)
- 1973: Das unsichtbare Visier (Fernsehfilm)
- 1974: Wolz – Leben und Verklärung eines deutschen Anarchisten
- 1974: Polizeiruf 110: Per Anhalter (TV-Reihe)
- 1974: Kit & Co
- 1975: Am Ende der Welt
- 1975: Die Bösewichter müssen dran
- 1977: Dagny
- 1978: Sabine Wulff
- 1981: Stern ohne Himmel
- 1981: Don Quichottes Kinder
- 1983: Eine Liebe in Deutschland

## Hörspiele
- 1953: Herbert Torbeck/Manda Torbeck: Die letzte Meldung (Mons) – Regie: Wolfgang Schonendorf (Hörspiel – Berliner Rundfunk)